# Monte Livata
Il Monte Livata è una montagna di media altitudine (1,429 m s.l.m.) appartenente alla catena dei monti Simbruini, nel Lazio, in provincia di Roma, all'interno del territorio del comune di Subiaco, al confine con i territori dei comuni di Camerata Nuova, Cervara di Roma, Jenne e Vallepietra. Ospita un comprensorio sciistico, articolato su due zone, tra i più importanti del Lazio. La montagna è caratterizzata dalla presenza di animali da pascolo, quali molti bufali, mucche e cavalli.

## Descrizione
Posto non lontano dal confine con l'Abruzzo, ad appena 15 chilometri da Subiaco, il comprensorio livatese si estende per circa 3000 ettari nel Parco naturale regionale dei Monti Simbruini, contornato dai boschi di faggio dei Monti Simbruini. Identificato generalmente col toponimo di Monte Livata, o più semplicemente Livata, si articola al suo interno in due contrade o zone, tutte accomunate dalla natura carsica del suolo, ma differenziate, tra loro, per altitudine, vegetazione e livello di antropizzazione del territorio: 
- La Bandita, o Livata propriamente detta, situata nella parte più bassa del territorio a quota 1.350-1425 circa s.l.m., comprende le aree dell'Anello e della Valletta. Fornita di negozi e servizi di ogni genere (ristoranti, bar, residence, alberghi, noleggi attrezzature sportive e ricreative ecc.), offre diversi impianti sportivi, tra i quali un maneggio, campi da tennis, un moderno bike park/trial center e una slittinovia su rotaia di recente realizzazione. È anche nota per essere l'arrivo della Speata®, celebre corsa podistica che parte da Subiaco e arriva sulla cima della montagna livatense[1]. È raggiungibile con la corriera da Subiaco (piazza Falcone) (servizio trasporti laziali COTRAL), da cui dista appena 15 km.
- Campo dell'Osso, situata in posizione intermedia, a quota 1560 m circa, comprende l'area della Fossa dell'Acero. La zona è attraversata dal Viale dei boschi, l'arteria viaria che collega Monte Livata agli impianti sciistici di Campo dell'Osso. La struttura urbana è costituita prevalentemente di residenze private, oltre che da un rifugio escursionistico, un residence, un albergo (temporaneamente chiuso), due ristoranti, un bar, una pizzeria, un noleggio attrezzature sportive e una chiesa. Dopo il boom del turismo estivo e invernale di Monte Livata degli anni sessanta, la località offre vari impianti sportivi da riammodernare, fra questi, il campo da calcio de "I Miceti", un campo da tennis e vari impianti sciistici non più in funzione. Negli ultimi anni si è cercato di utilizzare le piste di Campo dell'Osso con l'utilizzo di un marciapiede mobile come impianto di risalita. Nella stagione 2012-2013 è stata aperta una pista di sci di fondo, che con 10 km di tracciato si immerge nel paesaggio naturale dei Monti Simbruini, che si sviluppa in direzione di Vallepietra dove, nella stagione estiva sono frequentati i sentieri che conducono fino al Santuario della Santissima Trinità, meta di pellegrinaggi soprattutto nella domenica dopo Pentecoste. I sentieri proseguono per l'Abruzzo, in direzione Camporotondo-Cappadocia-Tagliacozzo.[2] Campo dell'Osso è anche il luogo di partenza per la ciaspolata verso il rifugio SAIFAR.

Il comune di Subiaco il 26.06.1965 elaborò un “Piano generale di sviluppo e valorizzazione della Montagna comunale da Livata a Campo dell’Osso” ottenendo su tale base l’autorizzazione dal Ministero dell’Agricoltura e Foreste alla alienazione e al mutamento di destinazione d’uso delle terre di spettanza del demanio civico (decreti MAF 19.10.1959 e 21.10.1968). Il Piano generale di sviluppo e valorizzazione è stato approvato e regolamentato dal comune di Subiaco con normativa tecnica riportata nella delibera n. 55 del 30.06.1965 (si vedano anche: delibera n. 17 del 18.04.1966, recante estensione e lottizzazione Monte Livata-Campo dell’Osso; delibera 29.04.1967, delibera 15.05.1967 recante piano di utilizzazione delle aree Monte Livata-Campo dell’Osso).
L’estensione di tale lottizzazione segna dunque il confine tra la porzione della particella 15/p situata all’interno del comprensorio “Livata-Campo dell’Osso” (1429÷1560 m s.l.m.) e la porzione della stessa particella corrispondente alla diversa zona di Monna dell’Orso, situata all’esterno dei confini del comprensorio, a una quota altimetrica superiore (1618÷1758 m s.l.m.). 
- Monna dell'Orso (cosiddetta La Monna), situata nella zona sommitale del territorio. Nel 2013,[3] grazie al lavoro congiunto dei settori pubblico e privato, è stata inaugurata la nuova seggiovia quadriposto Monna dell'Orso, in grado di condurre sciatori, escursionisti e gitanti da quota 1618 m a 1758 m di altitudine. Nel piazzale della stazione di partenza della seggiovia sono presenti diverse costruzioni di varia fattura e destinazioni d'uso, in particolare: uno chalet (Caffetteria Bistrot Ristorante) con annesso solarium, un Bar-Punto di ristoro di recente realizzazione, attrezzato con tavoli per pic-nic, la Scuola di sci/snowboard, un Noleggio attrezzature sportive, una Postazione Guardia Forestale, un locale tecnico, la Cabina di comando e la Biglietteria della seggiovia nonché un'ampia rimessa per mezzi cingolati e attrezzature.

Il suo bacino di utenza è la bassa provincia di Roma assieme alle vicine Campo Staffi e Campocatino nel frusinate.
Diverse sono le possibilità di escursioni nei boschi fino al Monte Calvo e al Monte Autore; a circa 5 km di distanza è possibile raggiungere Campaegli (1430 m s.l.m.), altra località turistica-montana nel territorio del comune di Cervara di Roma, mentre a circa 12 km da Monte Livata (località Anello) si trova la cittadina di Subiaco dove è possibile visitare i  monasteri di subiaco aperti tutti i giorni dell'anno.

## Storia

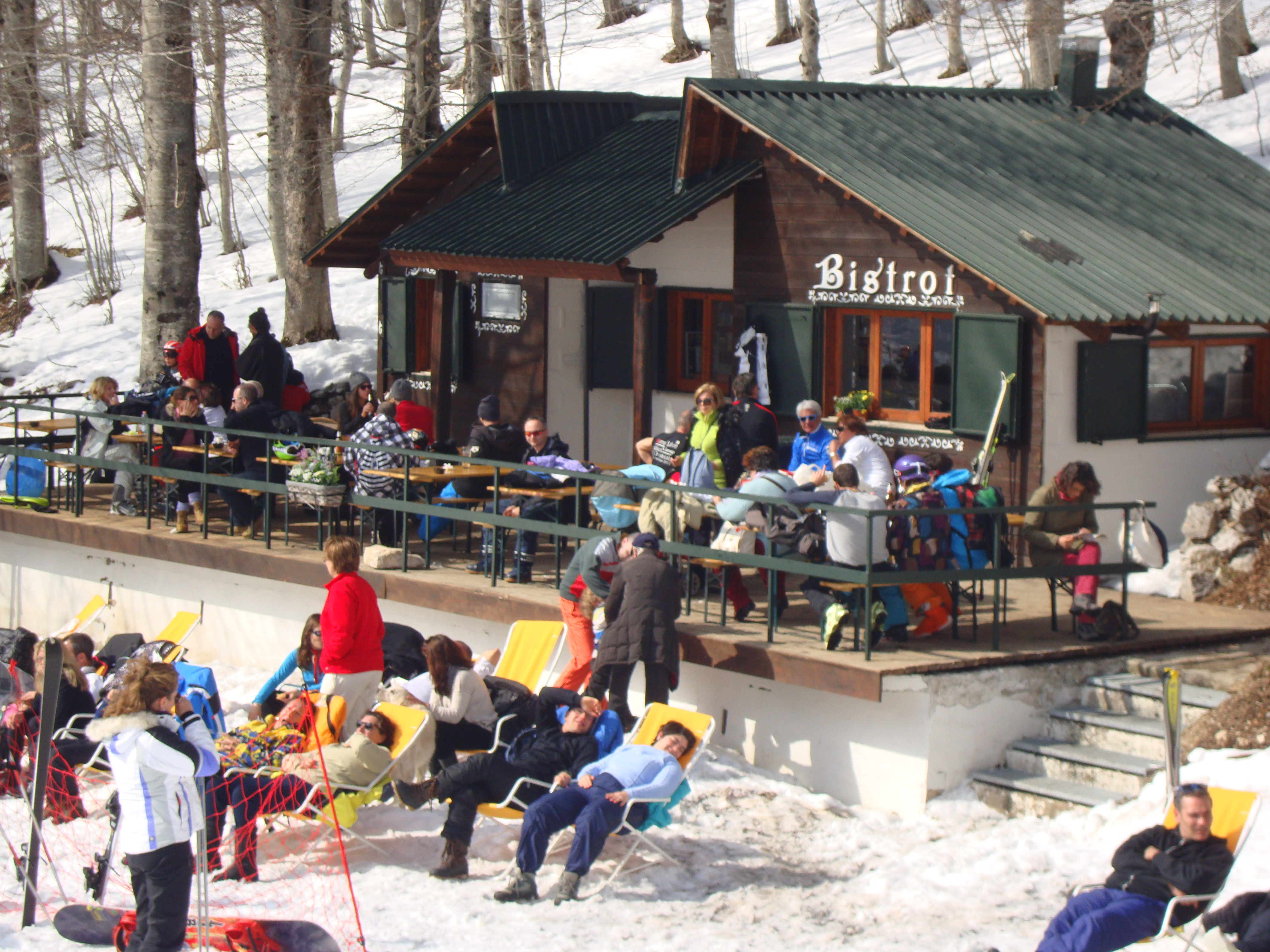
Rifugio Monna dell'Orso

Fino al 1956 Monte Livata si raggiungeva a piedi o a dorso di somari o asini. Nello stesso anno veniva inaugurata la strada carrabile voluta dall'amministrazione di Subiaco e dall'allora Capo della Forestale; fino a quel momento il luogo era stato meta di sciatori, che grazie allo storico "gruppo sciatori Subiaco", nato nel 1927, raggiungevano la montagna per cimentarsi negli sport invernali quali lo sci nordico, alpino e il salto. Nel 1957 venivano realizzati i primi impianti a fune sui colli della Bandita e della Fascia, mentre nel 1959 venne inaugurata la prima struttura alberghiera: l'Hotel Italia costruito da Giacomo Orlandi, pioniere del turismo montano livatese.
Negli anni successivi altri operatori della zona iniziavano delle attività commerciali e turistiche montane: grazie al turismo invernale e al turismo montano estivo molte famiglie della "Roma bene" iniziarono a frequentare Livata e costruirono i primi chalet nella piana di Livata e in quella di Campo dell'Osso. Intanto era sorto nel 1965 lo sci club Livata, il cui primo presidente fu Filippo Morini anche proprietario insieme ad altri dei primi impianti a fune realizzati sui colli Cesone, Fascia, Rotoli, Valletta, Fossa dell'Acero e Monna dell'Orso. Nel 1965 all'Hotel Italia il provveditorato di Roma in inverno iniziò ad organizzare dei periodi di soggiorno in montagna, per i ragazzi delle scuole medie, che oltre lo studio imparavano a sciare sotto le direttive dei professori ISEF. 
Nel 1968 presso l'Hotel Italia nacque la prima scuola di sci alpino e, grazie alla volontà e generosità di Giacomo Orlandi e della proloco di Livata, vennero ingaggiati dei maestri di sci di Cortina D'Ampezzo che costituirono la scuola Italiana della F.I.S.I.. L'anno successivo oltre ai tre maestri ampezzani entrarono anche due maestri di Predazzo, titolari e fondatori poi della scuola italiana sci di Monte Livata dei fratelli "Guadagnini". Grazie alla volontà di questi maestri ebbe inizio un importante periodo di lancio dello sci alpino nel centro sud Italia. Intanto anche dei sublacensi avevano costituito nello stesso periodo una scuola di sci alpino a Livata denominata "Cimon Della pala" .
Nel 1975 nacque la scuola di sci alpino "SUBIACO", formata da maestri di sci F.I.S.I. Tanti allievi hanno imparato a sciare a Monte Livata, per anni le "scuole romane" organizzavano settimane bianche negli alberghi. Fanno eccezione la Pensione Genziana e l'Hotel Italia, ancora gestito dal clan Orlandi, ora alla "quarta generazione", discendenti di "Giacomino ju Ricciu", pioniere di Livata.
La svolta del turismo invernale si ebbe con la società Livata 2001 SPA, che nel 1976 iniziò a realizzare dei nuovi impianti scioviari sostituendo gli altri fatti dai precedenti gestori nei comprensori di Livata, Campo dell'Osso e Monna dell'Orso. Il turismo estivo di fatto iniziò nel 1977, quando la stessa Livata 2001 realizzò il centro sportivo dell'Anello nella piana di Monte Livata. Moltissime le gare di sci alpino che negli anni si sono svolte a Livata organizzate dagli sci clubs.

### Declino e rilancio
Dagli inizi degli anni ottanta fino alla fine del millennio per la montagna di Subiaco, come per altre stazioni sciistiche del Lazio, inizia un lento e inesorabile declino dovuto essenzialmente alla concorrenza dei comprensori sciistici abruzzesi (Campo Felice, Ovindoli, Roccaraso) facilmente raggiungibili da Roma anch'essi, dotati di piste ed impianti moderni e all'avanguardia, complice anche la gestione poco oculata dei servizi (mancano tutt'oggi acqua potabile ed allacci al sistema fognario). Tuttavia fino al 2008 era in funzione lo skilift "La Monna dell'Orso", che offriva ai visitatori 5 piste da sci alpino: Del Sole, Dell'Orso, Delle Signore, Nordica e Topolino. A causa della scadenza (più volte prorogata) della concessione, lo skilift ha dovuto chiudere i battenti per far posto ad una seggiovia, tuttora in funzione per i turisti.. Nonostante la Livata 2001, intanto divenuta srl, avesse negli anni presentato progetti di sviluppo del comprensorio sciistico di Monna dell'Orso - Campominio, attualmente bloccati da veti e vincoli ambientali (dal 1983 il comprensorio di Livata è nel Parco Naturale Regionale dei Monti Simbruini) e da una recente gestione della stessa società 2001 poco responsabile e non professionale, ad oggi la pratica dello sci alpino è di fatto terminata.
Monte Livata come tutte le stazioni invernali del Lazio perde in termini di utenti fruitori perché la politica dell'assessorato all'ambiente della Regione ha bloccato l'espansione dello sci alpino e dei bacini sciistici, arrecando gravi e irreparabili danni al tessuto economico e sociale dei territori montani laziali. Livata oggi non ha più impianti di risalita, poiché dal 2008 sono stati chiusi gli ultimi impianti a fune della Monna, unici veri "attrattori" che generavano flussi di cassa certi per l'economia del comprensorio montano di Subiaco. Con la chiusura degli impianti, anche le scuole di sci alpino hanno chiuso i battenti e nonostante i tanti maestri di sci sublacensi nulla si è potuto fare. L'ultima generazione dei maestri di sci alpino sublacensi oggi opera in Abruzzo o nelle Alpi, a Cortina d'Ampezzo e Madonna di Campiglio.
Tuttavia a partire dagli anni 2010 sembrano esserci buone notizie su più fronti:
1. nell'incontro tenutosi tra sindaco, imprenditori e proprietari di appartamenti (incontro pubblico del 14 luglio 2013[6]) fu riferito che a fine mese sarebbero arrivati i materiali della Leitner per il completamento della seggiovia. La scadenza è stata rispettata e dopo una breve pausa estiva a fine agosto sono ripresi i lavori di montaggio e la seggiovia è stata inaugurata il 22 dicembre 2013 e sarà operativa dalla stagione invernale 2013/2014;
2. sono iniziati i lavori per il completamento dei collettori fognari ed alla fine è stato ripristinato e a breve cominceranno le procedure per l'allaccio delle unità abitative[7];
3. sono stati reperiti i fondi dalla Regione Lazio[8] per il completamento dell'acquedotto e i lavori di completamento dell'acquedotto (già avviati e poi interrotti) verranno quanto prima ripresi[9].

È auspicabile che la Regione emani una legge dedicata ai comprensori sciistici del Lazio, rispettosa dei territori montani e delle popolazioni autoctone, secondo una "sostenibilità" intesa a 360°: economica, sociale ed ecologica, in modo che venga tutelato il lavoro dei tanti operatori turistici delle stazioni invernali laziali.

### Ciclismo
La salita di Monte Livata da Subiaco presenta un dislivello complessivo di circa 1200 m e pendenze medie intorno al 6% per una lunghezza totale di circa 19 Km. Nel 1975 è stata sede di arrivo della 2ª semitappa della 2ª tappa della Tirreno-Adriatico (Frascati > Monte Livata) con vittoria di Italo Zilioli.